# Knippmattvävare
Knippmattvävare (Allomengea scopigera) är en spindelart som först beskrevs av Grube 1859. Knippmattvävare ingår i släktet Allomengea och familjen täckvävarspindlar. Arten är reproducerande i Sverige. Inga underarter finns listade i Catalogue of Life.